# بویات (اوجار)
بویات (به لاتین: Boyat) یک منطقه مسکونی در جمهوری آذربایجان است که در شهرستان اوجار واقع شده‌است. بویات ۲۴۰۴ نفر جمعیت دارد.